# إيفار ساندستروم
إيفار ساندستروم (بالسويدية: Ivar Sandström)‏ هو طيار سويدي، ولد في 18 سبتمبر 1889 في فيسبي في السويد، وتوفي في 2 سبتمبر 1917 في مالمو في السويد بسبب حوادث الطيران.
1. 1 2 3  Sveriges dödbok 1830–2020 (بالسويدية) (8th ed.), Sveriges Släktforskarförbund, november 2021, QID:Q110037048 {{استشهاد}}: تحقق من التاريخ في: |publication-date= (help)